# Megafauna del Pleistocene

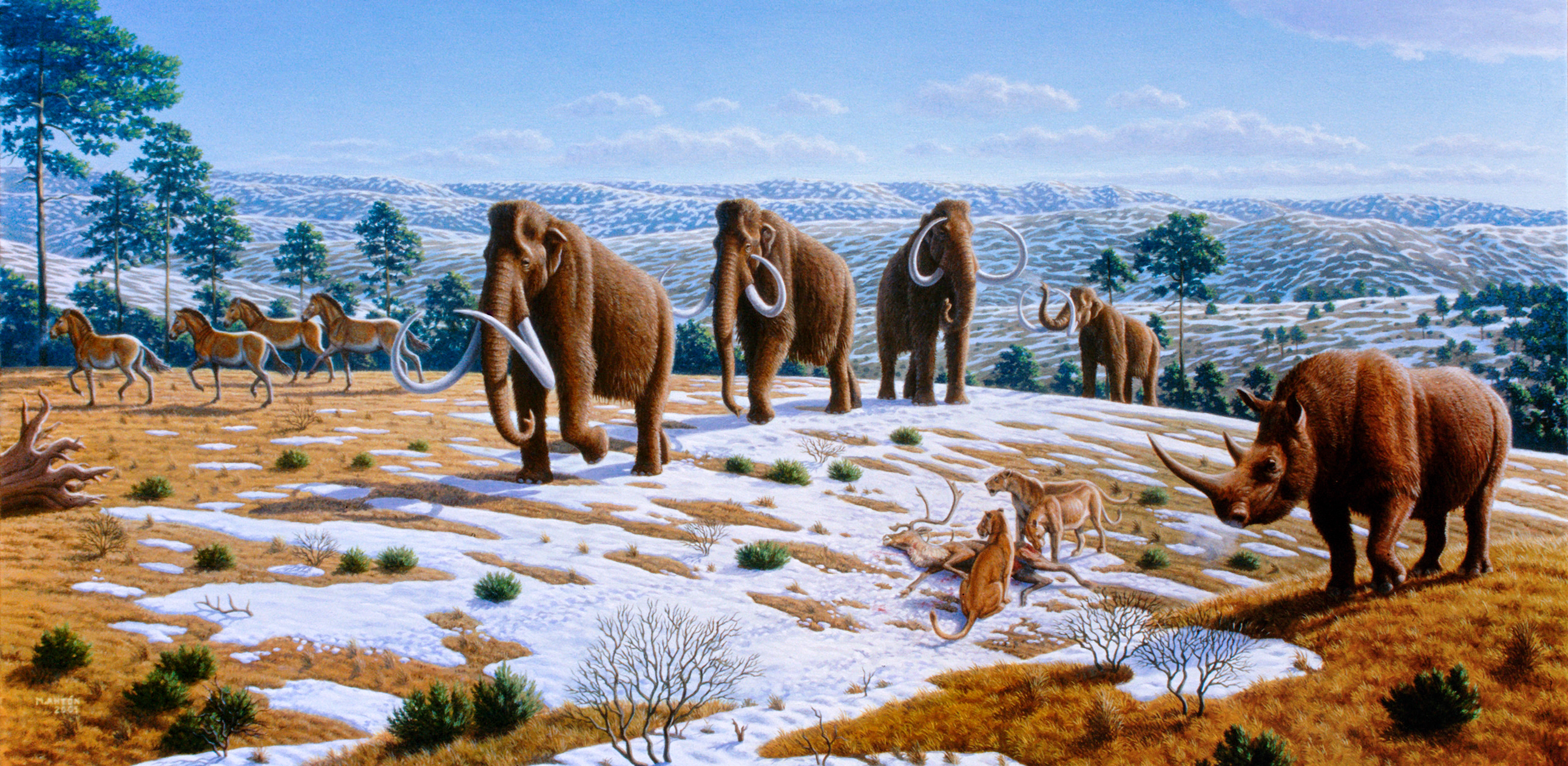
Flora e megafauna del Pleistocene inferiore nella Spagna settentrionale - illustrazione di Mauricio Antón: mammut, leoni che mangiano una renna, cavalli selvatici e un rinoceronte lanoso.

La megafauna del Pleistocene è il termine collettivo utilizzato per indicare gli animali di grandi dimensioni (la cosiddetta megafauna) diffusi sulla Terra durante il Pleistocene ed estintisi al volgere del Quaternario.
Sono state avanzate quattro teorie per spiegare questa estinzione:
- la caccia sempre più efficiente da parte dell'uomo[1] (la causa ritenuta di maggior impatto[2]);
- cambiamenti climatici;
- epidemie;
- un cataclisma dovuto all'impatto di un asteroide (come accaduto per i dinosauri)[3].

Si è inoltre considerata la possibilità che più di una delle cause elencate abbia simultaneamente concorso all'estinzione della megafauna.

## Il contesto climatico ed ecologico

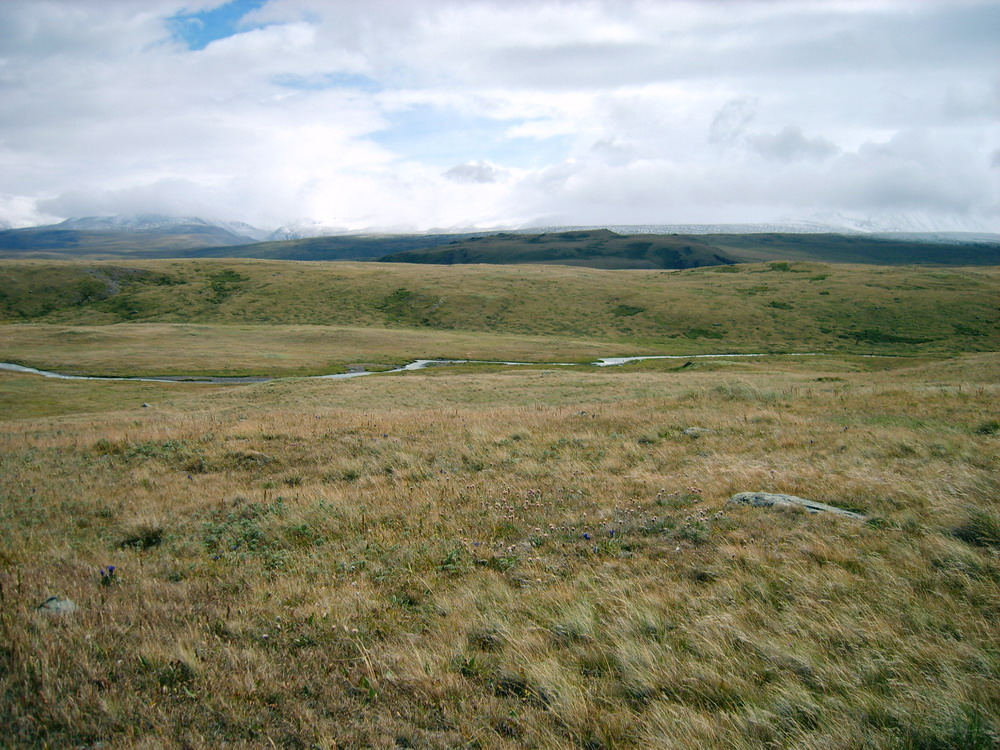
L'Altopiano di Ukok (Siberia), odierna vestigia delle steppe dei mammut.

Durante il Pleistocene, i continenti erano essenzialmente nelle loro attuali posizioni e le placche sopra cui essi poggiavano probabilmente, fin dall'inizio del periodo, non si erano mosse per più di 100 km l'una rispetto all'altra. Il clima complessivo del periodo potrebbe essere stato caratterizzato come un El Niño continuato, con alisei nel sud Pacifico indeboliti o diretti a est, aria calda in aumento presso il Perù, acqua calda che si espandeva dal Pacifico occidentale e dall'Oceano Indiano verso il Pacifico orientale, ecc. Ripetuti cicli glaciali (11 eventi glaciali maggiori e molti altri minori) spinsero in alcune zone del globo i ghiacciai continentali fino al 40º parallelo: durante l'estensione massima dei ghiacciai all'Ultimo massimo glaciale (circa 20 000 anni fa) si suppone che il 30% della Terra fosse coperta di ghiaccio. A sud dei ghiacciai continentali, si accumulavano grandi laghi, poiché gli sbocchi erano bloccati e l'aria più fredda rallentava l'evaporazione dell'acqua. Una zona di permafrost si estendeva dal margine della calotta glaciale artica verso il Nord America e l'Eurasia (quest'ultima per molte centinaia di km), con temperatura media annuale al margine del ghiacciaio di −6 °C e 0 °C al bordo del permafrost. L'Antartide era completamente circondato dai ghiacci.
Il bioma dominante era la steppa dei mammut, esteso dalla Spagna al Canada, attraverso tutta l'Eurasia, e dall'Artico alla Cina meridionale: una steppa fredda e secca, la cui flora dominante era rappresentata da mari d'erba e arbusti. Le foreste erano quasi del tutto assenti, eccezion fatta per sparuti assembramenti sui monti dell'Europa meridionale.
Sia la fauna marina che quella continentale erano essenzialmente quelle attuali, con l'eccezione della megafauna, cioè gli animali di massa corporea superiore ai 45 kg, molto più ricca nel Pleistocene, che si estinse al termine del periodo, contestualmente alla fine dell'Era Glaciale, venendo soppiantata da animali a sangue freddo, da uccelli migratori e da mammiferi più piccoli (ad esempio, il topo selvatico) o più veloci (ad esempio, il cervo dalla coda bianca), migrati da sud a nord.
L'uomo stesso evolse nella forma attuale durante il Pleistocene. All'inizio del periodo le specie di Paranthropus erano ancora presenti, come pure altri antenati dell'uomo, ma, durante il Paleolitico inferiore, essi sparirono in favore dell'Homo erectus, la sola specie ominide ad aver lasciato persistenti evidenze fossili, che migrò attraverso buona parte del Vecchio Mondo, aumentando le diversità regionali nella specie umana. Il medio e tardo Paleolitico videro l'apparire di nuovi tipi di uomini, come pure lo sviluppo di strumenti più elaborati. Il cosiddetto Homo sapiens migrò dall'Africa dopo la glaciazione Riss (Paleolitico medio), durante l'Interglaciazione Riss-Würm (Stadio Eemiano), espandendosi su tutte le terre del mondo libere dal ghiaccio durante il Pleistocene superiore: prima l'Asia centrale 50 000 anni fa, poi l'Europa (Italia, Isole britanniche e regione artica della Russia) 40 000 anni fa, la Siberia e da lì il circolo polare artico 27 000 anni fa, fino a raggiungere il Nord America attraverso lo stretto di Bering, all'epoca terraferma, tra i 20 000 e gli 11 000 anni fa, avviando la colonizzazione del Nuovo Mondo.

## La megafauna del Pleistocene nei diversi continenti

### Africa
L'Africa ospita oggi la maggior parte della megafauna terrestre i cui esponenti sono in molti casi diretti discendenti della megafauna pleistocenica: ad esempio i leoni (proprio in Africa la specie Panthera leo ebbe la sua origine circa un milione di anni fa prima di diffondersi in tutta la regione olartica), i leopardi, le iene, ecc.
Il continente fu luogo di origine delle Proboscidea che al tempo, tra gli altri, annoveravano: il cosiddetto "mammut africano", da cui svilupparono, migrando in Eurasia e da lì in Nordamerica, tutte le successive specie di mammut, e il Deinotherium bozasi, altra forma originaria di proboscidato un tempo diffuso anche in Eurasia.
Nel Pleistocene, l'antenato del ghepardo, il cosiddetto "ghepardo gigante" era alto quanto un attuale leone e pesava anche 80 kg. La giraffa, originaria dell'Asia, evolvette nella sua forma attuale in Africa proprio nel corso del Pleistocene, quando cioè il cambiamento climatico l'aveva costretta ad abbandonare i luoghi natii.

### America settentrionale
Al termine del Pleistocene, durante l'estinzione della megafauna (circa 12.700 anni fa), 90 generi di mammiferi nordamericani di taglia superiore ai 44 kg scomparvero: bradipi giganti (ad esempio il Mylodontidae, il Megatheriidae e il Megalonychidae), orsi dal muso corto, varie specie di tapiri (ad esempio il Tapirus californicus) e il pecari (ad esempio il Mylohyus e il Platygonus) e camelidae (ad esempio il lama, il simil-cammello, il Titanotylopus alto 3 m alla spalla) che proprio qui ebbero il loro luogo d'origine, almeno due distinte specie di bisonte (oggi sopravvive il solo bisonte americano, il mammifero di terra più grosso dell'America settentrionale), il booterio e l'euceraterio, il cervalce, mammut e mastodonti, l'armadillo splendido ed il gliptoterio, castori giganti, numerosi felidae tra cui leoni, simil-ghepardi, smilodonti/omoteri, e giaguari, i Canis dirus, l'antilope saiga, la renna, allora diffusissima ed oggi identificata come la preda d'elezione del leone e 14 specie di Antilocapra americana delle quali solo una oggi sopravvive, cavalli indigeni.

Tra gli estinti figuravano poi tartarughe giganti, uccelli giganti quali Aiolornis e vari Teratornithidae, e il salmone dai denti a sciabola di quasi tre metri di lunghezza.

### America meridionale
La megafauna sudamericana pleistocenica non differiva molto da quella nordamericana in ragione del grande scambio americano, l'imponente processo di migrazione di animali terrestri e d'acqua dolce dal Nord al Sud America e viceversa grazie alla formazione dell'istmo di Panama nella prima metà del Pliocene (circa 3 milioni di anni fa). Anche il blocco meridionale americano ospitava infatti bradipi giganti terricoli (ad esempio il megaterio), erbivori adattabili come la Macrauchenia ed il cavallo primitivo, simili-armadilli come Doedicurus e Glyptodon e colossi quali il toxodonte ed i proboscidati Cuvieronius e stegomastodonte (diffuso sino alla Patagonia). I principali predatori erano invece l'urside Arctotherium, lo smilodonte ed il giaguaro (l'unico sopravvissuto sino ai giorni nostri).

### Eurasia
L'Eurasia annoverava una megafauna che fondeva elementi indigeni, specie migrate dall'Africa e altre migrate da o per il Nordamerica. Come in Nordamerica, vi abbondavano mammut (mammut lanoso e mammut delle steppe), elefanti dalle zanne diritte, uri e il cosiddetto "bisonte delle steppe" (progenitore del moderno bisonte europeo, unico esponente della megafauna pleistocenica eurasiatica ancora esistente), il rinoceronte lanoso, il rinoceronte di Merck e l'elasmoterio, il cervalce, il leone delle caverne, l'Homotherium, il cosiddetto "giaguaro europeo" (di anche 190 kg), l'orso delle caverne e l'orso polare gigante, ed il cosiddetto "lupo della megafauna" (probabile antenato del cane domestico). Esistevano poi specie non presenti nel blocco americano di diretta origine africana come il leone, e :la iena delle caverne, il leopardo delle caverne, il ghepardo gigante, ecc. Similmente, erano presenti specie prettamente asiatiche: ad esempio, il cosiddetto ippopotamo europeo). Nell'Estremo Oriente si erano evoluti, nel corso del Pleistocene, Pantherinae giganteschi, come la cosiddetta Panthera tigris soloensis (in Cina) pesante oltre 400 kg, e la forma arcaica della tigre moderna, la Panthera tigris trinilensis (a Giava) che entro il Pleistocene superiore si diffuse in tutta l'Asia, compresa la Beringia.

Anche in Eurasia, come nell'America Settentrionale, era diffusissima la renna che, oltre ai leoni, fu preda d'elezione (in questo caso non solo per la carne), dell'uomo.

### Australia
In Australia erano presenti marsupiali, monotremi, coccodrilli, testuggini, varani ed uccelli non-volatori giganti. Tra i più caratteristici si annoverano il procoptodonte (o canguro dal muso corto), il Diprotodonte (un gigantesco vombato), il cosiddetto "leone marsupiale", gli uccelli giganti Genyornis e Dromornithidae, il serpente gigante Wonambi il varano Megalania.

### Megafauna insulare
Molte realtà insulari, svilupparono nel Pleistocene della megafauna autoctona la cui estinzione avvenne in tempi molto più recenti e si dovette con buona probabilità al diretto intervento dell'uomo. Fu questo il caso per esempio: dei mammut lanosi nell'Isola di Wrangel (Mammuthus primigenius vrangeliensis), nell'Isola di Saint Paul (Alaska) e nelle Channel Islands della California (Mammuthus exilis, dal marcato nanismo insulare); degli uccelli giganti della Nuova Zelanda (ad esempio il Moa ed il suo predatore, l'aquila Harpagornis moorei); della megafauna del Madagascar (i lemuri giganti Megaladapis, Palaeopropithecus e Archaeoindris; tre specie di ippopotamo; testuggini giganti; il coccodrillo Voay robustus e l'uccello Aepyornis); delle testuggini giganti delle Isole Mascarene; dello stegodonte nano dell'isola di Flores (Indonesia); delle testuggini Meiolaniidae e dei coccodrilli Mekosuchinae della Nuova Caledonia; del gufo gigante di Cuba e dei bradipi giganti terricoli (ad esempio il Megalocnus) dei Caraibi; delle anatre giganti delle isole Hawaii; degli elefanti nani e dei vari ippopotami pigmei (ad esempio l'Hippopotamus creutzburgi) delle Isole del Mar Mediterraneo (Creta, Cipro, ecc.); della megafauna delle Isole Canarie composta da lucertole giganti (ad esempio il Gallotia goliath), ratti giganti (ad esempio ilCanariomys bravoi) e testuggini giganti (ad esempio il Geochelone burchardi); delle Ritine di Steller, i giganteschi sireni delle Isole del Commodoro.

## L'estinzione della megafauna
I grandi mutamenti climatici durante l'era glaciale, specialmente nel Pleistocene superiore durante il quale il clima in alcune regioni oscillò rapidamente anche di 16 °C, ebbero un impatto importante sulla fauna e sulla flora. Ad ogni avanzamento del ghiaccio, vaste aree continentali divennero totalmente spopolate, con piante e animali che arretravano verso sud di fronte all'avanzamento del ghiacciaio affrontando uno stress tremendo dovuto ai drastici mutamenti climatici, ai ridotti spazi vitali e alla scarsità di approvvigionamento alimentare. Il cambio di esponenti dello stesso genus o l'eradicazione di una popolazione da parte di un'altra appartenente alla stessa specie, in un'area più o meno vasta, sono state probabilmente il frutto di fattori multipli e concomitanti.
- in Africa le megafaune furono le prime a subire una prima riduzione 1,7 milioni d'anni fa, contestualmente alla comparsa dei primi Homo, con la scomparsa della maggior parte delle tartarughe giganti, poi 1,4 milioni di anni fa le specie di proboscidati africani passarono da 9 a 2 e simile destino conobbero molti altri animali di grossa taglia (l'ippopotamo Hexaprotodon, oltre all'enigmatico Ancylotherium) e predatori (la iena gigante Pachycrocuta e tutti e tre i machairodonti) mentre fino a 900.000 anni fa proseguì la riduzione della biodiversità della megafauna, con l'estinzione degli ultimi Australopithecus sostituiti dagli ominidi. Altri due livelli di estinzione di megafauna africana si conoscono attorno al 500.000 anni fa e verso i 12.000;
- in Eurasia il primo ciclo di estinzioni di megafaune si verificò attorno ad 1,4 milioni d'anni fa, con un modello simile a quello verificatosi in Africa, cioè cominciato con l'estinzione delle tartarughe giganti. Il primo megamammifero a scomparire fu l'elefante dalle zanne diritte, tra i 100.000 ed i 50.000 anni fa. S'innescò poi un secondo ciclo di estinzione 60.000 anni fa, data di arrivo in Asia degli homo sapiens, che portò alla scomparsa, tra i 50.000 ed i 16.000 anni fa, dell'orso delle caverne, del rinoceronte Stephanorhinus, dell'antilope Spirocerus e delle varie specie di ippopotamo. Il terzo ciclo si innescò circa 12.000 anni fa e coinvolse: rinoceronti lanosi, mammut, buoi muschiati ed il cervo gigante Megaloceros che sopravvisse però nella Siberia occidentale sino a 7.700 anni fa[43]. Un gruppo circoscritto di mammut sopravvisse nell'Isola di Wrangel sino a 4.500 anni fa[44]. La scomparsa delle prede implicò la scomparsa dei predatori: l'omoterio si estinse 28.000 anni fa[45], seguito un millennio dopo (in Europa) dal leopardo[46], mentre il leone delle caverne sopravvisse sino a 11.900 anni fa[47] insieme alle iene;
- circa 50.000 anni fa, poco dopo la comparsa degli homo sapiens in Australia si verificò anche lì l'estinzione di massa;
- in Nord America, le estinzioni furono molto severe: i cavalli nativi e i cammelli sparirono completamente, come il leone. Il peso dell'uomo, giuntovi 11.000 anni fa, fu in questo caso, con buona probabilità, determinante;
- in Sud America, un peso notevole nell'estinzione di vari esponenti della megafauna ebbero i predatori specializzati ed efficienti ivi giunti dal Nord America (ad esempio gli smilodonti) tramite l'Istmo di Panama. Nel corso del Cenozoico, la fauna sudamericana si era infatti sviluppata in quasi totale assenza di grandi predatori.